# Kentucky Derby 1895
Kentucky Derby 1895 var den tjugoförsta upplagan av Kentucky Derby. Löpet reds den 6 maj 1895 över 1,5 miles (2,41 km). Löpet vanns av Halma som reds av James Perkins och tränades av Byron McClelland.
1895 års upplaga var det sista Kentucky Derbyt som reds över 1,5 miles (2,41 km). Löpet kortades ner till 1 1⁄4 miles (2 km) 1896 och har ridits över distansen sedan dess.
Förstapriset i löpet var 2 970 dollar. Fyra hästar deltog i löpet.

## Resultat
| P | Häst     | Jockey         | Tränare           | Land | Tid     |
| - | -------- | -------------- | ----------------- | ---- | ------- |
| 1 | Halma    | James Perkins  | Byron McClelland  | USA  | 2:37.50 |
| 2 | Basso    | William Martin | Charles H. Hughes | USA  |         |
| 3 | Laureate | Alonzo Clayton |                   | USA  |         |
| 4 | Curator  | Monk Overton   |                   | USA  |         |

Segrande uppfödare: Augustus Eastin & Samuel E. Larabie; (KY)